# Мала-Весь (гмина)
Мала-Весь (пол. Mała Wieś) — сельская гмина (волость) в Польше, входит как административная единица в Плоцкий повет, Мазовецкое воеводство. Население — 6397 человек (на 2004 год).

## Демография
| Перепись                       | Всего   | Всего | Женщины | Женщины | Мужчины | Мужчины |
| ------------------------------ | ------- | ----- | ------- | ------- | ------- | ------- |
| Единицы                        | человек | %     | человек | %       | человек | %       |
| Население                      | 6397    | 100   | 3206    | 50,1    | 3191    | 49,9    |
| Плотность населения (чел./км²) | 58,7    | 58,7  | 29,4    | 29,4    | 29,3    | 29,3    |

## Соседние гмины
1. Гмина Бодзанув
2. Гмина Бульково
3. Гмина Илув
4. Гмина Нарушево
5. Гмина Слубице
6. Гмина Вышогруд